# Parteby alvar
Parteby alvar är ett naturreservat i Mörbylånga kommun i Kalmar län.
Området är naturskyddat sedan 1992 och är 376 hektar stort. Reservatet ligger på Stora Alvaret och består av typiska alvarmiljöer med tunna jorda som är övervägande trädlös. I öster finns ett kärr. 